# Мой учитель — осьминог
«Мой учитель — осьминог» (англ. My Octopus Teacher) — документальный фильм 2020 года Netflix Original, снятый Пиппой Эрлих и Джеймсом Ридом. В главной роли играет Крейг Фостер, который также является и продюсером фильма.
В фильме запечатлен год, который Фостер проводит с диким осьминогом. Фостер наблюдает за осьминогом большую часть его жизни.
В партнерстве с Sea Change Project, Off the Fence и ZDF Enterprises на создание фильма «Мой учитель-осьминог» под руководством Эллена Виндемита потребовалось десять лет. За операторскую работу отвечал подводный кинооператор Роджер Хоррокс.
Премьера фильма состоялась 7 сентября 2020 года на Netflix.

## Содержание
В фильме показано, как в 2010 году Фостер решает заняться фридайвингом в холодном лесу водорослей на окраине Южной Африки. Он начинает снимать свои переживания на плёнку, и со временем его внимание привлекает молодой осьминог, который впоследствии оказывается самкой. Каждый день посещая её логово и ежемесячно отслеживая её передвижения, он завоёвывает доверие морского животного. В фильме Фостер описывает то, как отношения с осьминогом повлияли на его жизнь.
В фильме показан осьминог, защищающийся от полосатых усатых кошачьих акул. Во время одной из таких атак с акулами осьминог теряет щупальце, а затем отплывает в своё логово, чтобы восстановиться и восстановить свою конечность. Во время этих событий главный герой рассказывает о своей психологической борьбе, о выборе между помощью и наблюдением. Позже, после спаривания с другим осьминогом-самцом и производства большого количества яиц, осьминог умирает от истощения во время ухода за потомством, и в фильме показываются кадры того, как акула уносит её тело.
Фостер описывает то, как опыт взаимоотношений с осьминогом влияет на его нынешние отношения с сыном, на развитие сына не только как дайвера, но и как юного учёного-исследователя морской жизни.

## В ролях
- Крейг Фостер
- Том Фостер